# Brighton & Hove Albion Football Club 2025-2026
Questa voce raccoglie le informazioni riguardanti il Brighton & Hove Albion Football Club nelle competizioni ufficiali della stagione 2025-2026.

## Stagione
Questa stagione è la 9ª stagione consecutiva in Premier League per il Brighton. Oltre alla partecipazione in Premier League, il Brighton prenderà parte alla FA Cup e alla EFL Cup.

## Maglie e sponsor
| Casa | Trasferta | Terza maglia |

## Rosa
Rosa, numerazione e ruoli, tratti dal sito ufficiale, sono aggiornati al 14 agosto 2025.
| N. |                        | Ruolo | Calciatore            |
| -- | ---------------------- | ----- | --------------------- |
| 1  | Paesi Bassi (bandiera) | P     | Bart Verbruggen       |
| 2  | Ghana (bandiera)       | D     | Tariq Lamptey         |
| 3  | Brasile (bandiera)     | D     | Igor                  |
| 4  | Inghilterra (bandiera) | D     | Adam Webster          |
| 5  | Inghilterra (bandiera) | D     | Lewis Dunk (capitano) |
| 6  | Paesi Bassi (bandiera) | D     | Jan Paul van Hecke    |
| 7  | Inghilterra (bandiera) | C     | Solly March           |
| 8  | Germania (bandiera)    | A     | Brajan Gruda          |
| 9  | Grecia (bandiera)      | A     | Stefanos Tzimas       |
| 10 | Francia (bandiera)     | A     | Georginio Rutter      |
| 11 | Gambia (bandiera)      | A     | Yankuba Minteh        |
| 13 | Inghilterra (bandiera) | C     | Jack Hinshelwood      |
| 14 | Inghilterra (bandiera) | A     | Tom Watson            |
| 17 | Camerun (bandiera)     | C     | Carlos Baleba         |
| 18 | Inghilterra (bandiera) | A     | Danny Welbeck         |
| 19 | Grecia (bandiera)      | A     | Charalampos Kōstoulas |
| 20 | Inghilterra (bandiera) | C     | James Milner          |
| 21 | Francia (bandiera)     | D     | Olivier Boscagli      |
| 22 | Giappone (bandiera)    | C     | Kaoru Mitoma          |
| 23 | Inghilterra (bandiera) | P     | Jason Steele          |

| N. |                        | Ruolo | Calciatore         |
| -- | ---------------------- | ----- | ------------------ |
| 24 | Turchia (bandiera)     | C     | Ferdi Kadıoğlu     |
| 25 | Paraguay (bandiera)    | C     | Diego Gómez        |
| 26 | Svezia (bandiera)      | C     | Yasin Ayari        |
| 27 | Paesi Bassi (bandiera) | C     | Mats Wieffer       |
| 29 | Belgio (bandiera)      | D     | Maxim De Cuyper    |
| 31 | Paraguay (bandiera)    | A     | Julio Enciso       |
| 32 | Ecuador (bandiera)     | A     | Jeremy Sarmiento   |
| 33 | Danimarca (bandiera)   | C     | Matt O'Riley       |
| 34 | Paesi Bassi (bandiera) | D     | Joël Veltman       |
| 35 | Irlanda (bandiera)     | C     | Andrew Moran       |
| 37 | Senegal (bandiera)     | A     | Abdallah Sima      |
| 38 | Canada (bandiera)      | P     | Tom McGill         |
| 40 | Argentina (bandiera)   | C     | Facundo Buonanotte |
| 42 | Italia (bandiera)      | D     | Diego Coppola      |

## Calciomercato

### Sessione estiva
| Acquisti         | Acquisti              | Acquisti        | Acquisti                  |
| R.               | Nome                  | da              | Modalità                  |
| ---------------- | --------------------- | --------------- | ------------------------- |
| A                | Charalampos Kōstoulas | Olympiacos      | definitivo (35 milioni €) |
| D                | Maxim De Cuyper       | Club Bruges     | definitivo (20 milioni €) |
| A                | Tom Watson            | Sunderland      | definitivo (12 milioni €) |
| D                | Diego Coppola         | Verona          | definitivo (11 milioni €) |
| A                | Yoon Do-young         | Daejeon Citizen | definitivo (2 milioni €)  |
| D                | Olivier Boscagli      | PSV             | gratuito                  |
| Altre operazioni |                       |                 |                           |
| R.               | Nome                  | da              | Modalità                  |
| A                | Evan Ferguson         | West Ham Utd    | fine prestito             |
| C                | Julio César Enciso    | Ipswich Town    | fine prestito             |
| A                | Stefanos Tzimas       | Norimberga      | fine prestito             |
| C                | Facundo Buonanotte    | Leicester City  | fine prestito             |
| C                | Malick Yalcouyé       | Sturm Graz      | fine prestito             |
| D                | Valentín Barco        | Strasburgo      | fine prestito             |
| A                | Ibrahim Osman         | Feyenoord       | fine prestito             |
| A                | Abdallah Sima         | Brest           | fine prestito             |
| P                | Kjell Scherpen        | Sturm Graz      | fine prestito             |

| Cessioni         | Cessioni              | Cessioni             | Cessioni                    |
| R.               | Nome                  | a                    | Modalità                    |
| ---------------- | --------------------- | -------------------- | --------------------------- |
| A                | João Pedro            | Chelsea              | definitivo (63,7 milioni €) |
| A                | Simon Adingra         | Sunderland           | definitivo (24,4 milioni €) |
| D                | Pervis Estupiñán      | Milan                | definitivo (17 milioni €)   |
| D                | Valentín Barco        | Strasburgo           | definitivo (10 milioni €)   |
| A                | Evan Ferguson         | Roma                 | prestito (3 milioni €)      |
| P                | Kjell Scherpen        | Union Saint-Gilloise | definitivo (2 milioni €)    |
| D                | Odeluga Offiah        | Preston N.E.         | definitivo (1,6 milioni €)  |
| C                | Malick Yalcouyé       | Swansea City         | prestito                    |
| A                | Ibrahim Osman         | Auxerre              | prestito                    |
| D                | Eiran Cashin          | Birmingham City      | prestito                    |
| P                | James Beadle          | Birmingham City      | prestito                    |
| P                | Carl Rushworth        | Coventry City        | prestito                    |
| A                | Amario Cozier-Duberry | Bolton               | prestito                    |
| A                | Yoon Do-young         | Excelsior            | prestito                    |
| Altre operazioni |                       |                      |                             |
| R.               | Nome                  | a                    | Modalità                    |

### Sessione invernale
| Acquisti         | Acquisti         | Acquisti         | Acquisti         |
| R.               | Nome             | da               | Modalità         |
| Altre operazioni | Altre operazioni | Altre operazioni | Altre operazioni |
| R.               | Nome             | da               | Modalità         |
| ---------------- | ---------------- | ---------------- | ---------------- |

| Cessioni         | Cessioni         | Cessioni         | Cessioni         |
| R.               | Nome             | a                | Modalità         |
| Altre operazioni | Altre operazioni | Altre operazioni | Altre operazioni |
| R.               | Nome             | da               | Modalità         |
| ---------------- | ---------------- | ---------------- | ---------------- |

## Risultati

### Premier League

#### Girone di andata
| Arbitro: | Barrott |

|                    |           |             |
| O'Riley 55’ (rig.) | Marcatori | 90+6’ Muniz |

| Liverpool 24 agosto 2025, ore 14:00 WEST 2ª giornata | Everton | – referto | Brighton | Everton Stadium |

| Brighton 31 agosto 2025, ore 14:00 WEST 3ª giornata | Brighton | – referto | Manchester City | AMEX Stadium |

| Bournemouth 13 settembre 2025, ore 15:00 WEST 4ª giornata | Bournemouth | – | Brighton | Vitality Stadium |

| Brighton 5ª giornata | Brighton | – | Tottenham | AMEX Stadium |

| Londra 6ª giornata | Chelsea | – | Brighton | Stamford Bridge |

| Wolverhampton 7ª giornata | Wolverhampton | – | Brighton | Molineux Stadium |

| Brighton 8ª giornata | Brighton | – | Newcastle Utd | AMEX Stadium |

| Manchester 9ª giornata | Manchester Utd | – | Brighton | Old Trafford |

| Brighton 10ª giornata | Brighton | – | Leeds Utd | AMEX Stadium |

| Londra 11ª giornata | Crystal Palace | – | Brighton | Selhurst Park |

| Brighton 12ª giornata | Brighton | – | Brentford | AMEX Stadium |

| West Bridgford 13ª giornata | Nottingham Forest | – | Brighton | City Ground |

| Brighton 14ª giornata | Brighton | – | Aston Villa | AMEX Stadium |

| Brighton 15ª giornata | Brighton | – | West Ham Utd | AMEX Stadium |

| Liverpool 16ª giornata | Liverpool | – | Brighton | Anfield |

| Brighton 17ª giornata | Brighton | – | Sunderland | AMEX Stadium |

| Londra 18ª giornata | Arsenal | – | Brighton | Emirates Stadium |

| Londra 19ª giornata | West Ham Utd | – | Brighton | London Stadium |

| Brighton 20ª giornata | Brighton | – | Burnley | AMEX Stadium |

| Manchester 21ª giornata | Manchester City | – | Brighton | City of Manchester Stadium |

| Brighton 22ª giornata | Brighton | – | Bournemouth | AMEX Stadium |

| Hammersmith e Fulham 23ª giornata | Fulham | – | Brighton | Craven Cottage |

| Brighton 24ª giornata | Brighton | – | Everton | AMEX Stadium |

| Brighton 25ª giornata | Brighton | – | Crystal Palace | AMEX Stadium |

| Birmingham 26ª giornata | Aston Villa | – | Brighton | Villa Park |

| Brentford 27ª giornata | Brentford | – | Brighton | Brentford Community Stadium |

| Brighton 28ª giornata | Brighton | – | Nottingham Forest | AMEX Stadium |

| Brighton 29ª giornata | Brighton | – | Arsenal | AMEX Stadium |

| Sunderland 30ª giornata | Sunderland | – | Brighton | Stadium of Light |

| Brighton 31ª giornata | Brighton | – | Liverpool | AMEX Stadium |

| Burnley 32ª giornata | Burnley | – | Brighton | Turf Moor |

| Londra 33ª giornata | Tottenham | – | Brighton | Tottenham Hotspur Stadium |

| Brighton 34ª giornata | Brighton | – | Chelsea | AMEX Stadium |

| Newcastle upon Tyne 35ª giornata | Newcastle Utd | – | Brighton | St James' Park |

| Brighton 36ª giornata | Brighton | – | Wolverhampton | AMEX Stadium |

| Leeds 37ª giornata | Leeds Utd | – | Brighton | Elland Road |

| Brighton 38ª giornata | Brighton | – | Manchester Utd | AMEX Stadium |

## Statistiche

### Statistiche di squadra
| Competizione     | Punti | In casa | In casa | In casa | In casa | In casa | In casa | In trasferta | In trasferta | In trasferta | In trasferta | In trasferta | In trasferta | In campo neutro | In campo neutro | In campo neutro | In campo neutro | In campo neutro | In campo neutro | Totale | Totale | Totale | Totale | Totale | Totale | DR |
| Competizione     | Punti | G       | V       | N       | P       | Gf      | Gs      | G            | V            | N            | P            | Gf           | Gs           | G               | V               | N               | P               | Gf              | Gs              | G      | V      | N      | P      | Gf     | Gs     | DR |
| ---------------- | ----- | ------- | ------- | ------- | ------- | ------- | ------- | ------------ | ------------ | ------------ | ------------ | ------------ | ------------ | --------------- | --------------- | --------------- | --------------- | --------------- | --------------- | ------ | ------ | ------ | ------ | ------ | ------ | -- |
| Premier League   | 1     | 1       | 0       | 1       | 0       | 1       | 1       |              |              |              |              |              |              | -               | -               | -               | -               | -               | -               | 1      | 0      | 1      | 0      | 1      | 1      | 0  |
| FA Cup           | -     |         |         |         |         |         |         |              |              |              |              |              |              | -               | -               | -               | -               | -               | -               |        |        |        |        |        |        |    |
| League Cup       | -     |         |         |         |         |         |         |              |              |              |              |              |              | -               | -               | -               | -               | -               | -               |        |        |        |        |        |        |    |
| Champions League | -     |         |         |         |         |         |         |              |              |              |              |              |              | -               | -               | -               | -               | -               | -               |        |        |        |        |        |        |    |
| Totale           | -     | 1       | 0       | 1       | 0       | 1       | 1       |              |              |              |              |              |              | -               | -               | -               | -               | -               | -               | 1      | 0      | 1      | 0      | 1      | 1      | 0  |

### Andamento in campionato
| Giornata  | 1 | 2 | 3 | 4 | 5 | 6 | 7 | 8 | 9 | 10 | 11 | 12 | 13 | 14 | 15 | 16 | 17 | 18 | 19 | 20 | 21 | 22 | 23 | 24 | 25 | 26 | 27 | 28 | 29 | 30 | 31 | 32 | 33 | 34 | 35 | 36 | 37 | 38 |
| --------- | - | - | - | - | - | - | - | - | - | -- | -- | -- | -- | -- | -- | -- | -- | -- | -- | -- | -- | -- | -- | -- | -- | -- | -- | -- | -- | -- | -- | -- | -- | -- | -- | -- | -- | -- |
| Luogo     | C |   |   |   |   |   |   |   |   |    |    |    |    |    |    |    |    |    |    |    |    |    |    |    |    |    |    |    |    |    |    |    |    |    |    |    |    |    |
| Risultato | N |   |   |   |   |   |   |   |   |    |    |    |    |    |    |    |    |    |    |    |    |    |    |    |    |    |    |    |    |    |    |    |    |    |    |    |    |    |
| Posizione |   |   |   |   |   |   |   |   |   |    |    |    |    |    |    |    |    |    |    |    |    |    |    |    |    |    |    |    |    |    |    |    |    |    |    |    |    |    |

Legenda:

Luogo: C = Casa; T = Trasferta. Risultato: V = Vittoria; N = Pareggio; P = Sconfitta.

### Statistiche dei giocatori
Sono in corsivo i calciatori che hanno lasciato la società a stagione in corso.
| Giocatore      | Premier League | Premier League | Premier League | Premier League | FA Cup   | FA Cup | FA Cup      | FA Cup     | League Cup | League Cup | League Cup  | League Cup | Totale   | Totale | Totale      | Totale     |
| Giocatore      | Presenze       | Reti           | Ammonizioni    | Espulsioni     | Presenze | Reti   | Ammonizioni | Espulsioni | Presenze   | Reti       | Ammonizioni | Espulsioni | Presenze | Reti   | Ammonizioni | Espulsioni |
| -------------- | -------------- | -------------- | -------------- | -------------- | -------- | ------ | ----------- | ---------- | ---------- | ---------- | ----------- | ---------- | -------- | ------ | ----------- | ---------- |
| S. Adingra     | 0              | 0              | 0              | 0              | 0        | 0      | 0           | 0          | 0          | 0          | 0           | 0          | 0        | 0      | 0           | 0          |
| Y. Ayari       | 1              | 0              | 0              | 0              | 0        | 0      | 0           | 0          | 0          | 0          | 0           | 0          | 1        | 0      | 0           | 0          |
| C. Baleba      | 1              | 0              | 0              | 0              | 0        | 0      | 0           | 0          | 0          | 0          | 0           | 0          | 1        | 0      | 0           | 0          |
| O. Boscagli    | 0              | 0              | 0              | 0              | 0        | 0      | 0           | 0          | 0          | 0          | 0           | 0          | 0        | 0      | 0           | 0          |
| E. Cashin      | 0              | 0              | 0              | 0              | 0        | 0      | 0           | 0          | 0          | 0          | 0           | 0          | 0        | 0      | 0           | 0          |
| D. Coppola     | 0              | 0              | 0              | 0              | 0        | 0      | 0           | 0          | 0          | 0          | 0           | 0          | 0        | 0      | 0           | 0          |
| M. De Cuyper   | 1              | 0              | 0              | 0              | 0        | 0      | 0           | 0          | 0          | 0          | 0           | 0          | 1        | 0      | 0           | 0          |
| L. Dunk        | 1              | 0              | 0              | 0              | 0        | 0      | 0           | 0          | 0          | 0          | 0           | 0          | 1        | 0      | 0           | 0          |
| J. Enciso      | 0              | 0              | 0              | 0              | 0        | 0      | 0           | 0          | 0          | 0          | 0           | 0          | 0        | 0      | 0           | 0          |
| D. Gómez       | 1              | 0              | 1              | 0              | 0        | 0      | 0           | 0          | 0          | 0          | 0           | 0          | 1        | 0      | 1           | 0          |
| B. Gruda       | 1              | 0              | 0              | 0              | 0        | 0      | 0           | 0          | 0          | 0          | 0           | 0          | 1        | 0      | 0           | 0          |
| J. Hinshelwood | 0              | 0              | 0              | 0              | 0        | 0      | 0           | 0          | 0          | 0          | 0           | 0          | 0        | 0      | 0           | 0          |
| H. Howell      | 0              | 0              | 0              | 0              | 0        | 0      | 0           | 0          | 0          | 0          | 0           | 0          | 0        | 0      | 0           | 0          |
| Igor           | 0              | 0              | 0              | 0              | 0        | 0      | 0           | 0          | 0          | 0          | 0           | 0          | 0        | 0      | 0           | 0          |
| F. Kadıoğlu    | 1              | 0              | 1              | 0              | 0        | 0      | 0           | 0          | 0          | 0          | 0           | 0          | 1        | 0      | 1           | 0          |
| C. Kōstoulas   | 0              | 0              | 0              | 0              | 0        | 0      | 0           | 0          | 0          | 0          | 0           | 0          | 0        | 0      | 0           | 0          |
| T. Lamptey     | 0              | 0              | 0              | 0              | 0        | 0      | 0           | 0          | 0          | 0          | 0           | 0          | 0        | 0      | 0           | 0          |
| S. March       | 0              | 0              | 0              | 0              | 0        | 0      | 0           | 0          | 0          | 0          | 0           | 0          | 0        | 0      | 0           | 0          |
| R. McConville  | 0              | 0              | 0              | 0              | 0        | 0      | 0           | 0          | 0          | 0          | 0           | 0          | 0        | 0      | 0           | 0          |
| T. McGill      | 0              | 0              | 0              | 0              | 0        | 0      | 0           | 0          | 0          | 0          | 0           | 0          | 0        | 0      | 0           | 0          |
| J. Milner      | 1              | 0              | 0              | 0              | 0        | 0      | 0           | 0          | 0          | 0          | 0           | 0          | 1        | 0      | 0           | 0          |
| Y. Minteh      | 1              | 0              | 0              | 0              | 0        | 0      | 0           | 0          | 0          | 0          | 0           | 0          | 1        | 0      | 0           | 0          |
| K. Mitoma      | 1              | 0              | 1              | 0              | 0        | 0      | 0           | 0          | 0          | 0          | 0           | 0          | 1        | 0      | 1           | 0          |
| J. Moder       | 0              | 0              | 0              | 0              | 0        | 0      | 0           | 0          | 0          | 0          | 0           | 0          | 0        | 0      | 0           | 0          |
| A. Moran       | 0              | 0              | 0              | 0              | 0        | 0      | 0           | 0          | 0          | 0          | 0           | 0          | 0        | 0      | 0           | 0          |
| M. O'Mahony    | 0              | 0              | 0              | 0              | 0        | 0      | 0           | 0          | 0          | 0          | 0           | 0          | 0        | 0      | 0           | 0          |
| M. O'Riley     | 1              | 1              | 0              | 0              | 0        | 0      | 0           | 0          | 0          | 0          | 0           | 0          | 1        | 1      | 0           | 0          |
| O. Offiah      | 0              | 0              | 0              | 0              | 0        | 0      | 0           | 0          | 0          | 0          | 0           | 0          | 0        | 0      | 0           | 0          |
| C. Peupion     | 0              | 0              | 0              | 0              | 0        | 0      | 0           | 0          | 0          | 0          | 0           | 0          | 0        | 0      | 0           | 0          |
| G. Rutter      | 1              | 0              | 0              | 0              | 0        | 0      | 0           | 0          | 0          | 0          | 0           | 0          | 1        | 0      | 0           | 0          |
| I. Samuels     | 0              | 0              | 0              | 0              | 0        | 0      | 0           | 0          | 1          | 0          | 0           | 0          | 1        | 0      | 0           | 0          |
| J. Sarmiento   | 0              | 0              | 0              | 0              | 0        | 0      | 0           | 0          | 0          | 0          | 0           | 0          | 0        | 0      | 0           | 0          |
| J. Steele      | 0              | -0             | 0              | 0              | 0        | -0     | 0           | 0          | 0          | -0         | 0           | 0          | 0        | -0     | 0           | 0          |
| S. Tzimas      | 0              | 0              | 0              | 0              | 0        | 0      | 0           | 0          | 0          | 0          | 0           | 0          | 0        | 0      | 0           | 0          |
| J.P. Van Hecke | 1              | 0              | 0              | 0              | 0        | 0      | 0           | 0          | 0          | 0          | 0           | 0          | 1        | 0      | 0           | 0          |
| J. Veltman     | 0              | 0              | 0              | 0              | 0        | 0      | 0           | 0          | 0          | 0          | 0           | 0          | 0        | 0      | 0           | 0          |
| B. Verbruggen  | 1              | -1             | 0              | 0              | 0        | -0     | 0           | 0          | 0          | -0         | 0           | 0          | 1        | -1     | 0           | 0          |
| T. Watson      | 0              | 0              | 0              | 0              | 0        | 0      | 0           | 0          | 0          | 0          | 0           | 0          | 0        | 0      | 0           | 0          |
| J. Weir        | 0              | 0              | 0              | 0              | 0        | 0      | 0           | 0          | 0          | 0          | 0           | 0          | 0        | 0      | 0           | 0          |
| A. Webster     | 0              | 0              | 0              | 0              | 0        | 0      | 0           | 0          | 0          | 0          | 0           | 0          | 0        | 0      | 0           | 0          |
| D. Welbeck     | 1              | 0              | 0              | 0              | 0        | 0      | 0           | 0          | 0          | 0          | 0           | 0          | 1        | 0      | 0           | 0          |
| M. Wieffer     | 1              | 0              | 0              | 0              | 0        | 0      | 0           | 0          | 0          | 0          | 0           | 0          | 1        | 0      | 0           | 0          |